# Shahdol (Division)
Die Division Shahdol (Hindi शहडोल संभाग) ist eine Division im indischen Bundesstaat Madhya Pradesh. Die Hauptstadt ist Shahdol.

## Geschichte
Die Division Shahdol wurde am 14. Juni 2008 aus dem Distrikt Dindori der Division Jabalpur sowie den Distrikten Shahdol, Umaria und Anuppur der Division Rewa gebildet. Später wurde der Distrikt Dindori der Division Jamalpur zugeordnet.

## Distrikte
Die Division Shahdol besteht aus drei Distrikten:
| Distrikt | Hauptstadt | Fläche in km² | Einwohner (Stand: 2011) | Bev.-Dichte in E/km² |
| -------- | ---------- | ------------- | ----------------------- | -------------------- |
| Anuppur  | Anuppur    | 3.747         | 749.237                 | 200                  |
| Shahdol  | Shahdol    | 6.205         | 1.066.063               | 172                  |
| Umaria   | Umaria     | 4.076         | 644.758                 | 158                  |